# Mitja Grudnik
Mitja Grudnik, slovenski plesalec, * 22. junij 1991, Slovenj Gradec.
Odraščal je v Slovenj Gradcu, tam je obiskoval štiriletni turistični program na Srednji šoli Slovenj gradec in Muta.

## Ples
Plesati je začel v vrtcu, pri 10 letih pa se je vpisal v plesno šolo Devžej v Slovenj Gradcu. Aktivno se je začel ukvarjati z latinskoameriškim plesom leta 2011 v kategoreji mlajših mladincev.
Od tekmovalnega latinskoameriškega plesa se je poslovil leta 2009. Potem je imel v Sloveniji plesne tečaje in krajši čas samostojno podjetje. V Aziji je plesal na križarkah, kar je opisal kot lepo, a tudi naporno izkušnjo. Od leta 2017 živi v Torinu kjer kot menedžer vodi franšizo plesnih studijev Arthur Murray.
Je trikratni podprvak v latinskoameriških plesih v Sloveniji, gostoval je tudi na mednarodnih plesnih dogodkih po vsem svetu. Kot prvi slovenec je tekmoval na plesnem festivalu Blackpool v kategoriji professional American Smooth. Leta 2019 sta s soplesalko osvojila 13. mesto, tik pred polfinalom. 
V Italiji tekmuje v american smooth plesu v pro-am kategoriji (plesni par je kombinacija profesionalca, ki je hkrati trener in amaterja).

## Uvrstitve

### Latinskoameriški ples (WDSF)
- 2005 6. mesto, mladinci (junior II), DP, z Nastjo Vodenik[2]
- 2006 2. mesto, mladinci (junior II), DP, z Nastjo Vodenik[2][1]
- 2006 32. mesto, mladinci (junior II), svetovno prvenstvo v Barceloni, z Nastjo Vodenik[2]
- 2009 2. mesto, starejši mladinci (youth), DP, z Uršo Tomažič[10]

Starostne kategorije

### American smooth (Pro-am, WDC)
- 2019 14. mesto, 94. odprto prvenstvo Velike Britanije v Blackpoolu, z Erzsebet (Elizabeth) Parsin (zastopala Italijo)[12][8]